# Ctenophorus
Ctenophorus – rodzaj jaszczurek z podrodziny Amphibolurinae w rodzinie agamowatych (Agamidae).

## Zasięg występowania
Rodzaj obejmuje gatunki występujące w Australii.

## Systematyka

### Etymologia
- Homalonotus: gr. ὁμαλoς homalos „gładki”[8]; -νωτος -nōtos „-tyły, -grzbiety”, od νωτον nōton „tył, grzbiet”[9]. Gatunek typowy: Grammatophora gaimardii Duméril & Bibron, 1837; młodszy homonim Homalonotus Koenig, 1825 (Trilobita).
- Ctenophorus: gr. κτεις kteis, κτενος ktenos „grzebień”[10]; φερω pherō „nosić”[11].
- Macrops: gr. μακρος makros „długi”[12]; ωψ ōps, ωπος ōpos „oblicze”[13]. Gatunek typowy: Macrops nuchalis De Vis, 1884; młodszy homonim Macrops Wagler, 1830 (Colubridae).
- Licentia: łac. licentia „wolność, swoboda”[4]. Gatunek typowy: Grammatophora cristata Gray, 1841.
- Phthanodon: gr. φθανω phthanō „wyprzedzać, emancypować”; οδους odous, οδοντος odontos „ząb”[4]. Gatunek typowy: Uromastyx maculatus Gray, 1831.
- Tachyon: tachion (gr. ταχυς tachus „szybki, prędki”), hipotetyczna cząstka elementarna, która porusza się z prędkością nadświetlną[5]. Gatunek typowy: Grammatophora caudicincta Günther, 1875.

### Podział systematyczny
Do rodzaju należą następujące gatunki:

- Ctenophorus adelaidensis (Gray, 1841)
- Ctenophorus badius (Storr, 1965)
- Ctenophorus butlerorum (Storr, 1977)
- Ctenophorus caudicinctus (Günther, 1875)
- Ctenophorus chapmani (Storr, 1977)
- Ctenophorus clayi (Storr, 1967)
- Ctenophorus cristatus (Gray, 1841)
- Ctenophorus decresii (Duméril & Bibron, 1837)
- Ctenophorus dualis (Storr, 1965)
- Ctenophorus femoralis (Storr, 1965)
- Ctenophorus fionni (Procter, 1923)
- Ctenophorus fordi (Storr, 1965)
- Ctenophorus gibba (Houston, 1974)
- Ctenophorus graafi (Storr, 1967)
- Ctenophorus griseus (Storr, 1965)
- Ctenophorus ibiri Edwards & Hutchinson, 2023
- Ctenophorus infans (Storr, 1967)
- Ctenophorus isolepis (Fischer, 1881)
- Ctenophorus kartiwarru Edwards & Hutchinson, 2023
- Ctenophorus maculatus (Gray, 1831)
- Ctenophorus maculosus (Mitchell, 1948)
- Ctenophorus mckenziei (Storr, 1981)
- Ctenophorus mirrityana McLean, Moussalli, Sass & Stuart-Fox, 2013
- Ctenophorus modestus (Ahl, 1926)
- Ctenophorus nguyarna Doughty, Maryan, Melville & Austin, 2007
- Ctenophorus nuchalis (De Vis, 1884)
- Ctenophorus ornatus (Gray, 1845)
- Ctenophorus parviceps (Storr, 1964)
- Ctenophorus pictus (Peters, 1866)
- Ctenophorus reticulatus (Gray, 1845)
- Ctenophorus rubens (Storr, 1965)
- Ctenophorus rufescens (Stirling & Zietz, 1893)
- Ctenophorus salinarum (Storr, 1966)
- Ctenophorus scutulatus (Stirling & Zietz, 1893)
- Ctenophorus slateri (Storr, 1967)
- Ctenophorus spinodomus Sadlier, Colgan, Beatson & Cogger, 2019
- Ctenophorus tjakalpa Edwards & Hutchinson, 2023
- Ctenophorus tjantjalka Johnston, 1992
- Ctenophorus tuniluki Edwards & Hutchinson, 2023
- Ctenophorus vadnappa Houston, 1974
- Ctenophorus yinnietharra (Storr, 1981)